# Ester Rocabayera i Jordan
Ester Rocabayera i Jordan (La Garriga, 1968) és una militant independentista i sindicalista catalana, actual Secretària nacional d'igualtat de la Intersindical-CSC.
Militant del Moviment de Defensa de la Terra i dels Comitès de Solidaritat amb els Patriotes Catalans als anys 1980, va impulsar la Candidatura d'Unitat Popular (CUP) a la Garriga des de principis de la dècada del 2000. El 1992 va participar en les accions de denúncia de l'anomenada Operació Garzón contra el moviment polític de l'Esquerra Independentista.
Ha participat en iniciatives de solidaritat amb els pobles saharauí i bosnià i en l'assemblea local del moviment 15-M a la Garriga. Va formar part de la candidatura de la CUP a les eleccions al Parlament de Catalunya de 2012 i a les eleccions al Parlament de Catalunya de 2015.
L'any 2016, Rocabayera i cinc membres més propers a l'organització Poble Lliure van dimitir del Secretariat Nacional de la CUP per discrepàncies amb la línia política sobre la investidura d'Artur Mas i l'aprovació dels pressupostos de la Generalitat de Catalunya.